# Dolmen de la Briande
Le dolmen de la Briande est un dolmen situé à Ramatuelle, dans le département du Var en France.

## Description
Le dolmen a été édifié à flanc de coteau, à 300 m de la mer, c'est d'ailleurs le dolmen le plus méridional de tout le département. Bien que très endommagée, l'architecture générale de l'édifice est reconnaissable. La chambre sépulcrale est de forme rectangulaire. Elle est délimitée par une dalle de chevet et un orthostate côté est, tous deux en granite d'origine locale. Les autres dalles sont en gneiss, dressées sur chant et jointes par des murettes en pierres sèches. Le sol était dallé de petits galets d'origine marine. Aucun couloir ou porte  séparant la chambre d'un couloir éventuel ne sont visibles mais ils peuvent avoir été détruit. 
L'édifice a été restauré par Hélène Barge et Eric Mahieu.

## Fouille archéologique
Selon Oscar Rappaz, qui fouilla l'édifice en 1935, la chambre comportait dans sa partie sud deux à trois petits coffres délimités par des dallettes de schiste. Dans la partie nord, le matériel funéraire était accumulé contre la dalle de chevet. Les fouilles ont livré des pointes de flèches lancéolées en silex et quelques éléments de parure (pendeloques en quartz hyalin, perles discoïdes en serpentine).